# Kovács Gábor (jegyző)
Kovács Gábor (Érmihályfalva, 1856. február 17. – ?) községi jegyző és magyar királyi állami anyakönyvvezető.

## Élete
A gimnáziumot Debrecenben kezdte, Eperjesen folytatta, és az érettségi vizsga letételével Debrecenben végezte be. A katonaságnál egyéves önkéntes volt, és tiszti rangot nyert. 1878-ban Albison (Bihar megyében) községi jegyzőnek választották meg.
Költeménye jelent meg a Vidéki költők albumában (Kassa, 1896). Közigazgatási és szépirodalmi cikkeket írt a Községi Közlönybe (1883. Észrevételek az 1871. évi községi törvény módosítása tárgyában, a Nagyváradban is megjelent), a Községi Közigazgatásba (melynek főmunkatársa volt, 1895. Hatóság-e a községi vagy közjegyző?). A Jegyzői Almanachnak is munkatársa volt (1893-94).

## Munkái
- Költemények. Szatmár, 1878.
- Jegyzői irálytan. Elméleti és gyakorlati útmutató. Községi- s körjegyzők, segédjegyzők s vizsgára készülő jegyzőgyakornokok használatára. Nagyvárad, 1890.